# Karsten Greve
Karsten Greve (Dahme, 15 de setembro de 1946) é um negociante de arte alemão, editor e proprietário da Galerie Karsten Greve em Colônia, São Moritz, Paris e, anteriormente Milão, especializada na vanguarda internacional do pós-guerra, arte contemporânea e fotografia.
Em 2014, Greve foi listado como um dos Merchands mais Admirados da Artnet News e foi incluído no Art + Auction 2012 da Blouin e na lista Power 100 de 2013 e foi referido como um dos negociantes de arte mais influentes da Europa.

## Vida e carreira
Karsten Greve nasceu em Dahme, Alemanha. O filho do meio de três filhos de um médico, ele frequentou a escola em Berlim e Siegen. Estudou Direito e História da Arte em Colônia, Lausana e Genebra. Ainda estudante, começou a construir sua própria coleção de arte, adquirindo sua primeira pintura de Cy Twombly em 1966. Aos 23 anos já havia comprado obras de Twombly, Beuys, Fontana, Yves Klein, de Kooning, Cornell e Kounellis. Em 1970, juntamente com Rolf Möllenhof (Chemnitz, 1939), dirigiu a Möllenhof/Greve Galerie. Em 1972, ele se tornou o único proprietário da Galerie Karsten Greve em sua localização original em Cologne Lindenstraße, estreando com uma exposição individual de Yves Klein de sua série de antropometria. Em 1989, Karsten Greve abriu um segundo espaço em Paris, em 1994 um terceiro em Milão (fechado em 2002) e outro em São Moritz em 1999.
Karsten Greve tem interesse em móveis de design vintage e é um ávido colecionador de itens como Robert Mallet-Stevens, Le Corbusier e Pierre Chareau. Ele adquiriu uma parte do Hôtel Martel na rue Mallet-Stevens. Karsten Greve é casado e pai de três filhos.